# Mady Christians
Mady Christians, född 19 januari 1892 i Wien, död 28 oktober 1951 i Norwalk i Connecticut, USA, var en skådespelare. Hon avled till följd av en hjärnblödning.

## Filmografi (urval)
- 1922 – The Loves of Pharaoh
- 1923 – Die Buddenbrooks
- 1923 – One Glass of Water
- 1923 – Der verlorene Schuh
- 1924 – Storhertigens finanser
- 1925 – Der Farmer aus Texas
- 1925 – De utstötta
- 1927 – Duell
- 1929 – Dig har jag kär
- 1935 – Styrman Andersson går i land
- 1936 – Männen från storskogen
- 1937 – Heidi
- 1937 – Sjunde himlen
- 1943 – Kärlekskamrater
- 1948 – Brev från en okänd kvinna
- 1948 – Alla mina söner